# The Sympathizer (minissérie)
The Sympathizer é uma minissérie da televisão americana de 2024 criada por Park Chan-wook e Don McKellar.
A minissérie é a adaptação televisiva do romance vencedor do Prêmio Pulitzer de 2015, The Sympathizer, escrito por Viet Thanh Nguyen .
O primeiro teaser trailer da minissérie foi lançado em 12 de abril de 2023.
A minissérie foi lançada na HBO Max em 2024.

## Premissa
Capitão é um espião do Vietnã do Norte infiltrado nas forças militares do Exército da República. Em 1976, Capitão é forçado a fugir para os Estados Unidos junto com seus superiores pouco antes da Tomada de Saigon no final da Guerra do Vietnã. Enquanto reconstrói sua vida em uma comunidade de refugiados no sul da Califórnia, Capitão continua suas atividades secretas a serviço do Partido Comunista do Vietnã, que instaurou um novo regime político no país. Capitão agora está dividido entre sua lealdade aos seus superiores e a nova oportunidade de reconstruir sua vida. 

## Episódios
| N.º | Título                                     | Dirigido por   | Escrito por                              | Lançamento          |
| --- | ------------------------------------------ | -------------- | ---------------------------------------- | ------------------- |
| 1 | "Death Wish" "Desejo de Matar"             | Park Chan-wook | Park Chan-wook Don McKellar              | 14 de abril de 2024 |
| Em um campo de concentração do Vietnã do Norte, um homem conhecido como "Capitão" é coagido pelos soldados a revelar sua origem. Em 1975, antes da Queda de Saigon, o "Capitão" opera como um policial secreto do Vietnã do Sul e repassa informações secretas aos comunistas através de seu aliado Mẫn. Capitão encontra o Agente Claude da Agência Central de Inteligência e testemunha o General General Trọng liderar uma sessão de tortura contra uma mulher que possui informações importantes. As tesões diplomáticas aumentam nos meses seguintes e Claude informa o fim da parceria com Capitão e General. Claude exige que os documentos e informações secretas sejam destruídos e promete dois aviões de fuga para que eles evacuem o país junto com a Operação Vento Constante. Eles concordam, mas sabem que Claude só enviará um único avião. Aconselhado por Mẫn, Capitão decide fugir para os Estados Unidos para resgatar seu amigo Bốn e sua família. O acampamento é bombardeado e a tentativa de Capitão de resgatar seus amigos termina em uma tragédia. |                                            |                |                                          |                     |
| 2 | "Good Little Asian" "Pequeno Bom Asiático" | Park Chan-wook | Park Chan-wook Don McKellar Naomi Iizuka | 21 de abril de 2024 |
| Em um campo de concentração do Vietnã do Norte, um homem conhecido como "Capitão" continua narrando sua história. Em 1975, Capitão e seu amigo Bốn fogem de Saigon com os corpos da esposa e do filho de Bốn. Os dois conseguem chegar em Fort Chaffee, no Arkansas. Capitão escreve para Mẫn em Hanói enquanto enfrenta condições péssimas. General tenta manter a paz entre os refugiados, mas é constantemente humilhado. Capitão e Bon mudam-se para Los Angeles com apoio do Professor Hammer e Capitão inicia um romance com a secretária Sofia. Tempos depois, General se muda para Los Angeles com sua família e abre uma loja de bebidas para ganhar a confiança da comunidade de vietnamitas. |                                            |                |                                          |                     |

## Observação
1. 1 2 3 4  Vídeo no YouTube